# جنسنغ زائف
الجنسنغ الزائف (الاسم العلمي:Pseudopanax) هو جنس من النباتات يتبع الفصيلة الأرالية من رتبة الخيميات.

## أنواع الجنسنغ الزائف
- جنسنغ تشاتامي
- جنسنغ سميك الأوراق
- جنسنغ ثنائي الألوان
- جنسنغ شواك
- جنسنغ غيليسي
- جنسنغ ليسوني
- جنسنغ خطي